# Казамасима
Казамасима (итал. Casamassima) је насеље у Италији у округу Бари, региону Апулија.
Према процени из 2011. у насељу је живело 18380 становника. Насеље се налази на надморској висини од 222 м.

## Становништво
| 1931. | 1936. | 1951.  | 1961.  | 1971.  | 1981.  | 1991.  | 2001.  | 2011.  |
| ----- | ----- | ------ | ------ | ------ | ------ | ------ | ------ | ------ |
| 8.811 | 9.186 | 10.480 | 10.760 | 10.706 | 12.047 | 14.054 | 16.734 | 19.246 |